# Miro à ventre jaune
Cryptomicroeca flaviventris
Genre
Espèce
Synonymes
- Eopsaltria flaviventris Sharpe, 1903

Statut de conservation UICN

 LC  : Préoccupation mineure
Le Miro à ventre jaune (Cryptomicroeca flaviventris) est une espèce de petit passereaux de la famille des Petroicidae.

## Description
Il mesure en moyenne 14 à 15 cm de longueur et pèse environ 12 g. Le dos, la queue et les ailes sont gris foncé, la tête et la poitrine grise avec la gorge un peu plus claire, le ventre et le croupion sont jaunes. Les pattes sont grises.

## Répartition
Il est endémique à l'île de Grande Terre en Nouvelle-Calédonie.

## Habitat
Il occupe un habitat varié : les bois secs en plaine, les forêts de Pins et de Pandanus et les forêts humides du niveau de la mer à 1 500 m d'altitude.